# Begraafplaats van Zwevegem
De Begraafplaats van Zwevegem is een gemeentelijke begraafplaats in de Belgische gemeente Zwevegem. De begraafplaats ligt aan de Kerkhofstraat op 150 m ten noorden van het centrum (Sint-Amanduskerk). Ze wordt omgeven door een bakstenen muur en de toegang bestaat uit een tweedelig metalen traliehek. Aan het einde van het centrale pad staat een verhoogd crucifix. 
Aan het eind van de begraafplaats staat een gedenkzuil en twee panelen met de namen van oud-strijders uit de beide wereldoorlogen.
De begraafplaats werd in 2009 opgenomen in de lijst van Onroerend Erfgoed.

## Britse oorlogsgraven
Dicht bij de noordoostelijke rand van de begraafplaats liggen 2 perken met gezamenlijk 11 Britse gesneuvelden uit de Tweede Wereldoorlog. Tien van hen sneuvelden tijdens de gevechten tegen het oprukkende Duitse leger om de aftocht van de British Expeditionary Force naar Duinkerke tussen eind mei en begin juni 1940 veilig te stellen. Het elfde slachtoffer sneuvelde op 4 december 1944. 
De graven worden onderhouden door de Commonwealth War Graves Commission en zijn daar geregistreerd onder Zwevegem Communal Cemetery.